# Anselmo da Bologna
Anselmo da Bologna (Bologna, ... – Grazie, 8 aprile 1515) è stato un religioso e diplomatico italiano al servizio dei Gonzaga di Mantova.

## Biografia

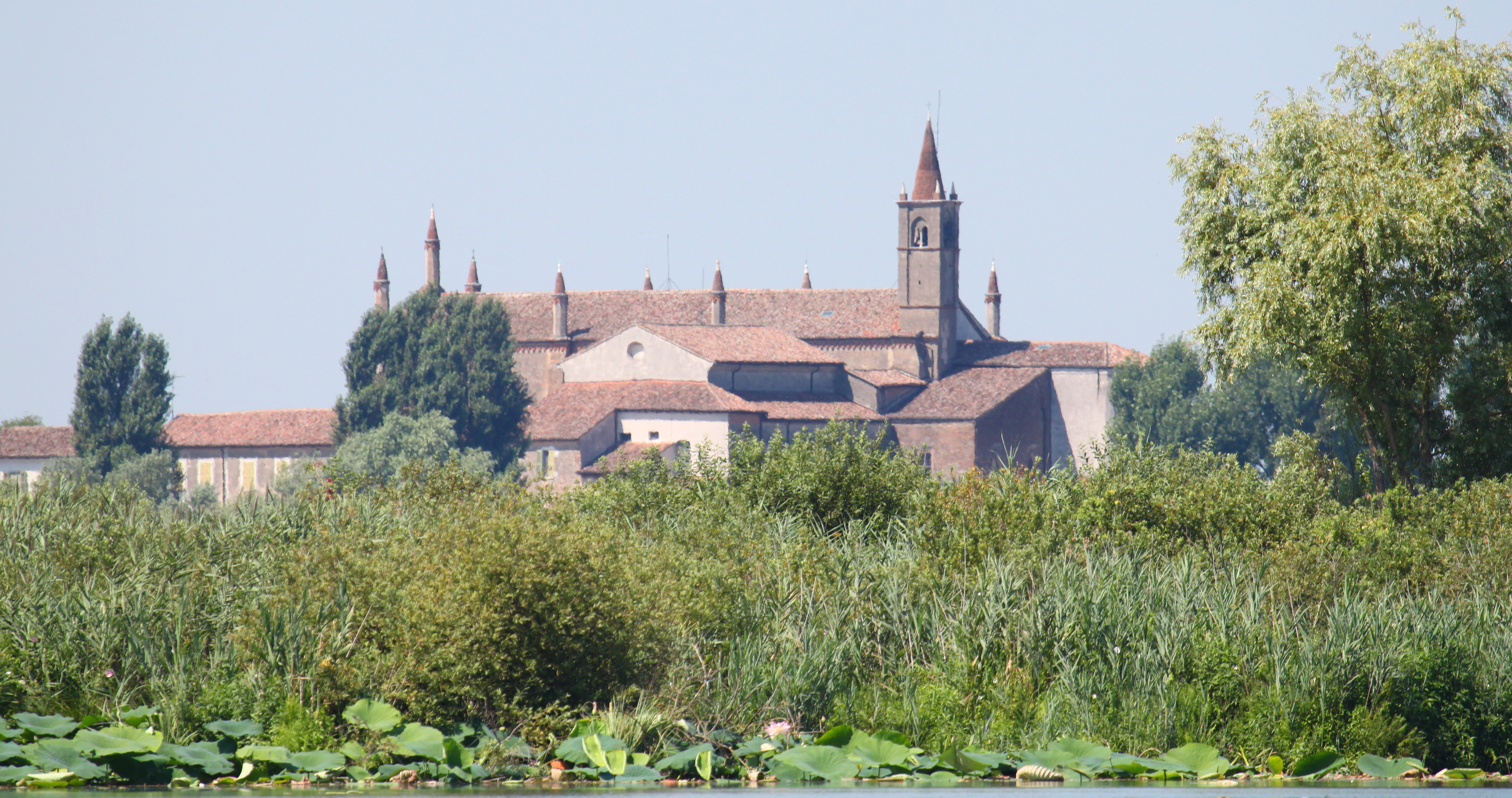
Santuario e convento di Santa Maria delle Grazie.

Anselmo era un frate francescano di Bologna. Nel 1498 si trovava a Vicenza nella comunità francescana, quando entrò in contatto epistolare con il marchese di Mantova Francesco II Gonzaga, al quale segnalava notizie circa la sua nomina a capitano della Repubblica di Venezia. Da allora divenne un informatore dei Gonzaga.
Nei primi mesi del 1506 il marchese provvide a nominarlo guardiano del convento di Santa Maria delle Grazie. A causa di contrasti sopravvenuti con il suo protettore, fra Anselmo decise di trasferirsi a Padova nel maggio del 1506, stabilendosi nel monastero di San Francesco. Dopo aver soggiornato ad Assisi e su pressioni del Gonzaga verso i suoi superiori, fra Anselmo nel 1509 tornò a Mantova con l'incarico di guardiano del convento di San Francesco in città.
Quando il marchese di Mantova venne catturato in battaglia a Isola della Scala l'8 agosto del 1509, dovette affrontare la prigionia nelle carceri veneziane. Fra Anselmo ebbe un ruolo importante nelle trattive per la sua liberazione, avvenuta il 14 luglio 1510. Fu inviato a Venezia e agli inizi del 1510 scriveva alla marchesa Isabella d'Este, che stava reggendo il marchesato, circa i contatti con la Serenissima.
L'attivismo di fra Anselmo presso la corte papale si dimostrò importante anche durante le trattative riguardanti il matrimonio di Margherita Gonzaga (1487-1537), figlia naturale di Francesco II Gonzaga, con Alberto III Pio di Savoia, signore di Carpi. Il matrimonio non si concluse per l'opposizione del marchese di Mantova.
Fra Anselmo morì nel 1515.